# Хендрон (Кентаки)
Хендрон (енгл. Hendron) насељено је место без административног статуса у америчкој савезној држави Кентаки.

## Демографија
По попису из 2010. године број становника је 4.687, што је 448 (10,6%) становника више него 2000. године.
| Група             | 2000.         | 2010.         |
| Белци             | 4.016 (94,7%) | 4.210 (89,8%) |
| Афроамериканци    | 95 (2,2%)     | 233 (5,0%)    |
| Азијати           | 28 (0,7%)     | 57 (1,2%)     |
| Хиспаноамериканци | 53 (1,3%)     | 113 (2,4%)    |
| Укупно            | 4.239         | 4.687         |